# 315 av. J.-C.
Cette page concerne l'année 315 av. J.-C. du calendrier julien proleptique.

## Événements
- 26 février (23 mars du calendrier romain) : début à Rome du consulat de Lucius Papirius Cursor IV et Quintus Publilius Philo IV[1].  Dictature de Quintus Fabius Maximus Rullianus. Il défait les Samnites devant Saticula, qui se rend. Les Romains sont battus par les Samnites à la bataille de Lautulae pendant le siège de la cité révoltée de Sora[2].
- Printemps : 
  - Séleucos, chassé de Babylone par les troupes d'Antigonos, se réfugie auprès de Ptolémée en Égypte[3].
  - Antigonos Monophtalmos, qui prétend reformer l'empire d'Alexandre le Grand, marche de la Cilicie vers la Haute-Syrie où il refuse de rencontrer les ambassadeurs des diadoques Ptolémée, Lysimaque, Séleucos et Cassandre qui se sont coalisés contre lui. Il avance en Phénicie, met le siège devant Tyr, seule ville à résister (fin en été 314) et fait construire une flotte[3].
  - Aristodème de Milet est envoyé en Grèce par Antigonos pour enrôler des mercenaires et établir des liens avec Polyperchon et son fils Alexandros. Il recrute 8 000 mercenaires spartiates et conclut un accord avec Polyperchon[3].
  - Proclamation de Tyr : alors qu'il assiège Tyr, Antigonos Monophtalmos accuse Cassandre d'usurper la royauté. Une assemblée le condamne à mort et proclame la liberté de tous les Grecs. Aristodème de Milet est chargé de porter aux cités grecques la proclamation de Tyr[3]. Il reçoit le soutien des Étoliens.
- Été : Cassandre réagit et entre en campagne contre Alexandros, le fils de Polyperchon, dans le Péloponnèse. Il prend Orchomène et laisse un gouverneur à Mégalopolis ; il préside les Jeux néméens avant de retourner en Macédoine. Après son départ, Alexandros et Aristodème tentent de chasser les garnisons laissées par Cassandre ou gagner les villes à leur cause, mais Cassandre parvient à rallier Alexandros à l'alliance contre Antigonos en lui offrant d'être général du Péloponnèse[3]. Aristodème, isolé, gagne tout de même Patras et Dymé[4].

- Cassandre fonde Thessalonique[5].
- Création du koinon des Nésiotes sous l'impulsion d'Antigonos (315/314 av. J.-C.)[6].
- Ménélaos, frère de Ptolémée, est envoyé à Chypre avec pour mission de prendre le contrôle de l'île. Il joint ses forces à celles de Séleucos et du roi Nicocréon de Salamine[7].

## Naissances
- Arcésilas de Pitane, philosophe grec (date approximative).
- Théocrite, poète (date approximative).